# Икэно Сэйитиро
Сэйитиро Икэно (яп. 池野 成一郎 Икэно Сэйитиро:, 25 июня 1866, Токио — 4 октября 1943, Токио) — японский ботаник.
Окончил Императорский университет в Токио в 1890 году, затем стажировался в Германии, после чего был принят младшим преподавателем на кафедру сельского хозяйства. Занимался исследованием механизма размножения у саговника поникающего — сельскохозяйственного растения, культивируемого в Японии. Ознакомившись с исследованиями Хирасэ Сакугоро, выявившими подвижные снабжённые жгутиками спермии у гингко, сумел продвинуться дальше в своей работе и описал схожий механизм размножения у саговника. На протяжении многих лет был профессором Императорского университета, в 1912 году был удостоен Императорской премии, причём по его настоянию премия была разделена между ним и Хирасэ. Опубликовал первое в Японии систематическое руководство по ботанике (яп. 植物系統学; 1906) и книгу о генетике (яп. Zikken-Idengaku; 1918, издана латиницей). Икэно был первым президентом Японского общества генетики.